# Lockheed Martin Polecat
Dimensions
Le Lockheed Martin Polecat était un véhicule aérien sans pilote créé par la société Lockheed Martin. Il a été développé par la division Programme de développement avancé à Palmdale, en Californie aux États-Unis.

## Histoire
Désigné P -175 et surnommé « Polecat » (appellation familière d'une mouffette), il a été financé en interne par Lockheed Martin (par opposition à l'utilisation des fonds du Gouvernement américain ) au début de 2005. Le prototype a été dévoilé au salon aéronautique de Farnborough en 2006. Il a été développé au cours une période de 18 mois. Le 18 décembre 2006, l'avion s'est écrasé en raison d'une « défaillance accidentelle irréversible lors de l'atterrissage ».